# Azucena 2.ª Sección
Azucena 2.ª Sección es un poblado del municipio de Cárdenas ubicado en la subregión de la Chontalpa del estado mexicano de Tabasco.

## Geografía
La localidad se ubica a 41.2 kilómetros (en dirección suroeste) de la localidad de Cárdenas, la cabecera y lugar más poblado del municipio. Se sitúa en las coordenadas geográficas 18°16′03″N 93°38′54″O / 18.267500, -93.648333, a una elevación de 3 metro sobre el nivel del mar.

## Demografía
Según el Conteo de Población y Vivienda 2020, efectuado por el Instituto Nacional de Estadística y Geografía, la localidad de Azucena 2.ª Sección tiene 2,832 habitantes, de los cuales 1,349 son del sexo masculino y 1,483 del sexo femenino. Su tasa de fecundidad es de 3.28 hijos por mujer y tiene 709 viviendas particulares habitadas.
| Gráfica de evolución demográfica de Azucena 2.ª Sección entre 1910 y 2020 |
|                                                                           |
| INEGI.                                                                    |